# Werner Diederich
Werner Diederich (* 1941) ist ein deutscher Philosoph.

## Leben
Nach der Promotion 1971 in Göttingen und der Habilitation 1979 in Bielefeld lehrte er von 1992 bis 2006 als Professor (C3) für Philosophie in Hamburg.
Seine Forschungsschwerpunkte sind Wissenschaftsphilosophie und Wissenschaftsgeschichte der Neuzeit.

## Schriften (Auswahl)
- Konventionalität in der Physik. Wissenschaftstheoretische Untersuchung zum Konventionalismus (= Erfahrung und Denken. Schriften zur Förderung der Beziehungen zwischen Philosophie und Einzelwissenschaften Band 42). Duncker & Humblot, Berlin 1974, ISBN 3-428-03101-6 (zugleich Dissertation, Göttingen 1971).
- (Hrsg.): Theorien der Wissenschaftsgeschichte. Beiträge zur diachronen Wissenschaftstheorie. Suhrkamp, Frankfurt am Main 1974, ISBN 3-518-06103-8.
- Strukturalistische Rekonstruktionen. Untersuchungen zur Bedeutung, Weiterentwicklung und interdisziplinären Anwendung des strukturalistischen Konzepts wissenschaftlicher Theorien (=  Wissenschaftstheorie, Wissenschaft und Philosophie Band 18). Vieweg, Braunschweig 1981, ISBN 3-528-08478-2 (zugleich Habilitationsschrift, Bielefeld 1979).
- Der harmonische Aufbau der Welt. Keplers wissenschaftliches und spekulatives Werk. Meiner, Hamburg 2014, ISBN 978-3-7873-2679-2.